# نصف‌النهار ۱۳ درجه غربی
نصف‌النهار ۱۳ درجه غربی ۱۳مین نصف‌النهار غربی از گرینویچ است که از لحاظ زمانی 0ساعت و 52دقیقه با گرینویچ اختلاف زمانی دارد.
این نصف‌النهار از قطب شمال شروع و از مناطق زیر گذشته و به قطب جنوب ختم می‌شود.
- قاره آفریقا